# Nolwen (chanteuse)
Pour les articles homonymes, voir Nolwen.
Nolwen est une chanteuse française. Elle ne doit pas être confondue avec la lauréate de Star Academy 2, Nolwenn Leroy.
Elle est accompagnée d'un duo pour la création de ses chansons : Christophe Houssin, compositeur et Sophie Gascon, auteur. Elle a notamment fait les premières parties de Maurane, d'Alain Souchon et de Tri Yann. Elle a enregistré plusieurs duos avec Maurane, Philippe Miro ou Pierre-Olivier Berthet. Parmi ses compositeurs, on note Phil Baron, frère de Zazie.
Son dernier album Aux femmes etc., sorti en 2012, revisite une galerie de portraits de femmes à travers le répertoire français et anglo-saxon.

## Discographie
- 1998 : Calimérose, réal Christophe Houssin, Prod. Balandras Edition / Believe
- 2000 : Sel Marin, réal Christophe Houssin, Prod. Balandras Edition / Believe
- 2003 : Océane, réal Christophe Houssin, Prod. Créon Music / Virgin
- 2007 : Légendes Urbaines, réal Christophe Houssin, Prod. Les Chants de Nolwen / Believe
- 2012 : Aux femmes etc., réal Christophe Houssin, Prod. Les Chants de Nolwen / Believe

## Participations
- 2006 : Single « Chantons pour passer le temps » sur la compilation Autour de la mer
- 2006 : Single  « le Gabier de Terre-Neuve » sur la compilation Autour de la mer II
- 2008 : Duo « Le Miroir » avec Maurane sur la compilation Les 50 plus belles chansons
- 2009 : Making-off Miryhandes, voix off, réal Guilhem Méric
- 2011 : Single « Chant d'espérance » sur la compilation Bretagne les plus belles chansons
- 2011 : Single « Les croquants » sur la compilation Brassens 30e anniversaire

## Scènes
- 2000 : 1re partie de Alain Souchon, au festival « Nuits de Champagne »
- 2001 : 1re partie de Maurane, tournée « Toi du Monde », à l'Olympia
- 2003 : 1re partie de Jean Guidoni, au festival « Micro climat »
- 2003 : 1re partie de Maurane, au festival Chorus des Hauts-de-Seine
- 2003 : 1re partie de Tri Yann, au Casino de Paris
- 2007 : Concert en trio acoustique, tournée parisienne
- 2008 : Concert « Légendes Urbaines » au Sentier des Halles (Paris)
- 2008 : Festival de Chanson, Risoul (Hautes-Alpes)
- 2009 : Récital Unplugged, Journée du Patrimoine, Abbaye Saint-Félix-de-Montceau (Hérault)